# Thérèse Lebrun
Thérèse Lebrun, née le 28 novembre 1955 , est une économiste française spécialisée dans la santé, chercheuse à l'Inserm, président-recteur de l'Université catholique de Lille de 2003 à 2012, puis président-recteur déléguée à la santé et au social depuis 2012.

## Parcours

### Formation
Titulaire du diplôme de l'Institut d’économie scientifique et de gestion de Lille (IÉSEG), Thérèse Lebrun prépare un doctorat de troisième cycle en sciences économiques en 1980 à l'université Paris I Panthéon-Sorbonne, puis obtient une habilitation à diriger des recherches (HDR) de l'université Lumière-Lyon-II en 1995,.

### Carrière professionnelle
Dans les années 1970, elle crée un département d’économie de la santé au Centre de recherches économiques, sociologiques et de gestion (CRESGE) de l'Université catholique de Lille, associé au CNRS, qu'elle dirige de 1998 à 2003, absorbé en 2017 par le laboratoire ETHICS EA 7446,. En 1981, elle intègre l’Inserm comme économiste et chargée de recherche.
En 1997, Thérèse Lebrun est nommée vice-recteur de l’Université catholique de Lille. En 2003, elle est élue président-recteur de l'Université catholique de Lille, poste qu'elle occupera jusqu'en 2012. En 2002, elle est membre de la Conférence nationale de santé. Elle est également membre de la Conférence régionale de la santé et de l’autonomie de l'Agence régionale de santé des Hauts-de-France en tant que personnalité qualifiée,,.
En octobre 2003, elle est nommée membre titulaire au conseil d'administration du Centre national des oeuvres universitaires et scolaires (CNOUS) par arrêté ministériel, où elle siègera jusqu'en 2012.

## Distinctions
- Commandeur de l'ordre national du Mérite Elle est promue au grade de commandeur le 2 juin 2023[12].

## Publications
- La Catho. Un siècle d'histoire de l'Université catholique de Lille (1877-1977) (préface). Catherine Masson. Presses universitaires du Septentrion, 2020.
- Humanicité : une autre ville est-elle possible ? Atelier Galerie Éditions, 2019
- L'espérance ne déçoit pas. Un évêque face à la sécularisation et au monde de l'économie. Laurent Ulrich, avec Alain Deleu, Thérèse Lebrun, Henri Madelin, Dominique Reynié. Éditions Bayard, 2014[13].
- « Handicap, dépendance et citoyenneté. Un projet de l'Université catholique de Lille et son inscription territoriale dans un nouveau quartier de vie et de ville », Revue d'éthique et de théologie morale, vol. 256, no. HS, 2009, pp. 11-17[14].
- Vaccination - Enjeux de santé publique et perspectives économiques, Collection Journées d'économie de la santé. John Libbey Eurotext, 2008.
- Acteurs dans un monde en mutation. Éditions de l'Atelier, 2008. Préface de Jacques Delors.
- Jules Leclercq : 1894-1966. Les chemins de l'art brut (5). Musée d'Art moderne de Lille, 2006.
- Dix ans d'avancées en économie de la santé. Actes des 19èmes journées des économistes de la santé française. Avec Jean-Claude Sailly. John Libbey Eurotext, 1997.
- Traitement hormonal substitutif de la ménopause. Éditions Inserm, 1994[15].